# Cisticercoide
El cisticercoide es un estadio larvario de algunos cestodos que se caracteriza por la presencia del escólice, careciendo de la vesícula que está presente en el cisticerco. Se da esta forma en el Hymenolepis nana, cuando sus huevos son ingeridos por cucarachas, pulgas o escarabajos. Pueden presentarse en estado libre o dentro de quistes en la mucosa intestinal o tejidos biológicos.